# Петрова Любов Андріївна
Любов Андріївна Петрова (Сисоєва) (1940, село Козіно, тепер Звенигородський міський округ Московської області, Російська Федерація) — радянська діячка, новатор виробництва, доярка, головний зоотехнік радгоспу «Звенигородський» Московської області, 1-й секретар Одинцовського міського комітету КПРС Московської області. Депутат Верховної Ради Російської РФСР. Член Центральної Ревізійної комісії КПРС у 1966—1976 роках.

## Життєпис
Народилася в селянській родині Андрія Сисоєва. Закінчила середню школу.
У 1957—1961 роках — доярка колгоспу імені ХХ партз'їзду Московської області.
У листопаді 1961 — 1967 роках — доярка, майстер машинного доїння корів радгоспу «Звенигородський» Одинцовського району Московської області.
Член КПРС з 1961 року.
У 1967 році закінчила Всесоюзний сільськогосподарський інститут заочної освіти.
У 1967—1968 роках — головний зоотехнік радгоспу «Звенигородський» Одинцовського району Московської області.
У 1968—1970 роках — слухачка Вищої партійної школи при ЦК КПРС.
У вересні 1970 — 1979 року — секретар партійного комітету Кунцевської птахофабрики Одинцовського району Московської області.
У 1979 — грудні 1983 року — директор Кунцевської птахофабрики Одинцовського району Московської області.
З грудня 1983 по 1986 рік — 1-й секретар Одинцовського міського комітету КПРС Московської області.
Потім — на пенсії.

## Нагороди і звання
- орден Леніна
- ордени
- медалі